# Flora of Tropical Africa

Flora of Tropical Africa (Flore de l'Afrique tropicale) est une série de dix volumes publiés à Londres entre 1868 et 1937, dont l'abréviation botanique est Fl. Trop. Af. Comme le titre de la série l'indique, elle est consacrée à la description de la flore de l'Afrique tropicale. Elle fut rédigée par Daniel Oliver, David Prain, William Turner Thiselton-Dyer, Arthur William Hill et d'autres botanistes spécialistes.
Ces volumes décrivent les espèces des familles suivantes :
- vol. I: Ranunculaceae à Connaraceae
- Vol. II: Leguminosae à Ficoidaceae
- Vol. III: Umbelliferae à Ebenaceae
- Vol. IV (pt. 1): Oleaceae à Gentianeae
- Vol. IV (pt. 2): Hydrophyllaceae à Pedalineae
- Vol. V: Acanthaceae à Plantaginaceae
- Vol. VI (pt. 1): Nyctaginaceae à Euphorbiaceae
- Vol. VI (pt. 2): Ulmaceae à Cycadaceae
- Vol. VII: Hydrocharitaceae à Liliaceae
- Vol. VIII: Pontederiaceae à Cyperaceae
- Vol. IX: Gramineae
- Vol. X (pt. 1): Gramineae